# Sundsvall VBK
Sundsvalls VBK är en svensk volleybollklubb från Sundsvall som bildades 10 augusti 1973. 
Damlaget spelade i Allsvenskan säsongen 2006/2007 men lyckades inte nå kvalet till Elitserien. Laget var klart för spel i  Allsvenskan 2007/2008 medan herrarna spelade i Division 2 säsongen 2007/2008. Säsongen 1999/2000 är det senaste tillfället herrarna spelade i Division 1.